# Edward z Saksonii-Weimar

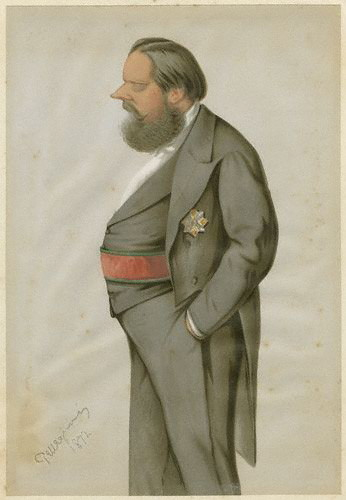
Książę Edward z Saksonii-Weimar

Wilhelm August Edward z Saksonii-Weimar (ur. 11 października 1823, zm. 16 października 1902 w Londynie) – brytyjski wojskowy niemieckiego pochodzenia.
Syn księcia Karola Bernarda z Saksonii-Weimar (młodszego syna wielkiego księcia sasko-weimarskiego na Eisenach – Karola Augusta) i księżniczki Idy z Saksonii-Meiningen (córki księcia saskiego na Meiningen – Jerzego I, siostry królowej Adelajdy, żony Wilhelma IV Hanowerskiego).
Karierę w wojsku brytyjskim rozpoczął w 1841, kiedy to zaciągnął się do 67 regimentu pieszego South Hampshire w stopniu podporucznika. Jego książęce pochodzenie ułatwiało mu karierę w armii. 20 czerwca 1854 otrzymał promocję na majora regimentu Grenadier Guards. Wziął udział w wojnie krymskiej. 5 października 1855 został awansowany do rangi pułkownika. Za postawę na polu bitwy otrzymał również wiele odznaczeń. W ciągu całej swojej kariery wojskowej otrzymał m.in. Order Świętego Patryka, Krzyż Wielki Orderu Łaźni, Orderu Gwelfów, Królewskiego Orderu Wiktoriańskiego oraz Orderu Legii Honorowej.
Po wojnie krymskiej otrzymał awans na stopień generała-majora. Później został kolejno generałem-porucznikiem i generałem-brygadierem, by w końcu, w 1879 zostać generałem. W 1885 r. został głównodowodzącym wojsk brytyjskich w Irlandii. Na tym stanowisku pozostał do 1890. W tym czasie został też członkiem Irlandzkiej Tajnej Rady. Zwieńczeniem jego kariery wojskowej była promocja do rangi marszałka polnego w 1897.
27 listopada 1851 zawarł morganatyczne małżeństwo z lady Augustą Catherine Gordon-Lennox (14 stycznia 1827 – 3 kwietnia 1904), córką Charlesa Gordon-Lennoxa, 5. księcia Richmond i lady Caroline Paget (córki 1. markiza Anglesey). Dzień przez ślubem, wielki książę Saksonii-Weimar-Eisenach Karol Fryderyk nadał jej tytuł hrabiny Dornburg, pod którym to tytułem była znana w kręgach dworskich. Edward i Augusta nie mieli razem dzieci.